# Municipio de Grand Pass
El municipio de Grand Pass (en inglés: Grand Pass Township) es un municipio ubicado en el condado de Saline en el estado estadounidense de Misuri. En el año 2010 tenía una población de 562 habitantes y una densidad poblacional de 2,53 personas por km².

## Geografía
El municipio de Grand Pass se encuentra ubicado en las coordenadas 39°12′39″N 93°22′41″O / 39.21083, -93.37806. Según la Oficina del Censo de los Estados Unidos, el municipio tiene una superficie total de 222.06 km², de la cual 216,15 km² corresponden a tierra firme y (2,66 %) 5,91 km² es agua.

## Demografía
Según el censo de 2010, había 562 personas residiendo en el municipio de Grand Pass. La densidad de población era de 2,53 hab./km². De los 562 habitantes, el municipio de Grand Pass estaba compuesto por el 96,98 % blancos, el 1,6 % eran afroamericanos, el 0,89 % eran de otras razas y el 0,53 % eran de una mezcla de razas. Del total de la población el 3,02 % eran hispanos o latinos de cualquier raza.